# (9044) Kaoru
(9044) Kaoru est un astéroïde de la ceinture principale.

## Description
(9044) Kaoru est un astéroïde de la ceinture principale. Il fut découvert le 18 mai 1991 à Kiyosato par Satoru Ōtomo et Osamu Muramatsu. Il présente une orbite caractérisée par un demi-grand axe de 2,24 UA, une excentricité de 0,10 et une inclinaison de 4,7° par rapport à l'écliptique.

## Compléments